# Emil Keyser

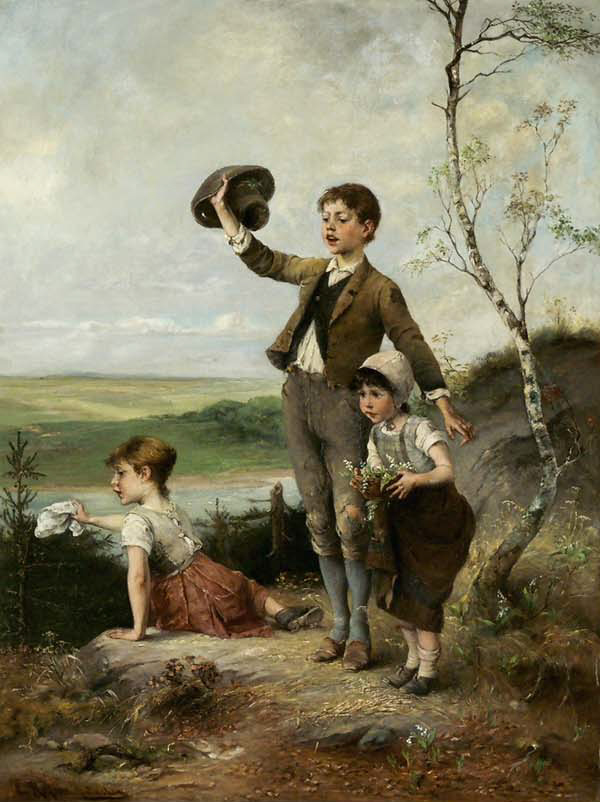
Ölgemälde von Emil Keyser: Maikäfersammeln auf einem Berggipfel

Emil Keyser (* 2. Juni 1846 in Stans im Kanton Nidwalden; † 20. Juni 1923 in München) war ein Schweizer Genremaler.

## Leben
Emil Keyser war der Sohn des Malers Heinrich Keyser (1813–1900). Er studierte an der Karlsruher Grossherzoglich Badischen Kunstschule bei Karl Friedrich Schick und Ludwig Des Coudres sowie 1867 an der Akademie der Bildenden Künste München bei Wilhelm von Diez.
Nach dem Studium bereiste Keyser Europa, setzte sich in München nieder. Er malte hauptsächlich Landschaftsbilder mit den Szenen aus der Kinderwelt. Emil Keyser war Mitglied der Münchner Künstlergenossenschaft. Keyser war mit dem Stanser Bildhauer Eduard Zimmermann befreundet. Eine Schwester von Kayser war mit Martin von Feuerstein und die andere Schwester mit Ernst Zimmermann verheiratet.
Seine Bilder erschienen in der Gartenlaube und Über Land und Meer. Er stellte seine Werke im Münchner Glaspalast aus. Keysers Bilder befinden sich in den Sammlungen der Museen in München und Basel. Drei Bilder kamen auch in die ehemalige Privat-Galerie des Prinzregenten Luitpold von Bayern.